# Рудничне міське поселення
Ру́дничне міське поселення (рос. Рудничное городское поселение) — адміністративна одиниця у складі Верхньокамського району Кіровської області Росії. Адміністративний центр поселення — смт Рудничний.

## Історія
Станом на 2002 рік на території сучасного поселення існували такі адміністративні одиниці:
- смт Рудничний (смт Рудничний, село Волосниця, селища Совхоз № 3, Старцево, присілок Бардінська, Баталово, Возжаєвська, Істомінська, Карманвоська, Кашина Гора, Русановська, Старковська)

Поселення було утворене згідно із законом Кіровської області від 7 грудня 2004 року № 284-ЗО у рамках муніципальної реформи.

## Населення
Населення поселення становить 4497 осіб (2017).
| 2009  | 2010  | 2011  | 2012  | 2013  | 2014  | 2015  |
| ----- | ----- | ----- | ----- | ----- | ----- | ----- |
| 5108  | ↗5259 | ↘5074 | ↗5090 | ↘4952 | ↘4792 | ↘4700 |
| 2016  | 2017  |       |       |       |       |       |
| ↘4583 | ↘4497 |       |       |       |       |       |

## Склад
До складу поселення входять 12 населених пункти:
| Населений пункт                 | Населення, осіб (2002) | Населення, осіб (2010) |
| ------------------------------- | ---------------------- | ---------------------- |
| Бардінська, присілок            | 14                     | 1                      |
| Баталово, присілок              | 9                      | 7                      |
| Возжаєвська, присілок           | 4                      | 2                      |
| Волосниця, село                 | 5                      | 0                      |
| Істомінська, присілок           | 26                     | 9                      |
| Кармановська, присілок          | 15                     | 17                     |
| Кашина Гора, присілок           | 5                      | 2                      |
| Рудничний, селище міського типу | 5729                   | 5084                   |
| Русановська, присілок           | 1                      | 0                      |
| Совхоз №3, селище               | 50                     | 1                      |
| Старковська, присілок           | 3                      | 0                      |
| Старцево, селище                | 232                    | 136                    |